# Lilian (Film)
Lilian ist ein Stummfilm aus Spanien. Eine Aufführung in Madrid ist für den 7. August 1922 angegeben.
Es handelt sich um einen Westernstoff; weiteres ist nicht bekannt.
Gedreht wurde der Film in Lloret de Mar. Der Film wurde vermarktet, als sei es eine amerikanische Produktion. So wurde Regisseur Pallejà als John Pallears geführt, Alcubierre als Elliot Dorsau und Roges als Joe Rogers.